# Løvernes Garde
Løvernes Garde er en amerikansk animeret tv-serie, lavet af Ford Riley fra 2015, baseret på Løvernes Konge fra 1994.
Løvernes Garde er en fortsættelse til Løvernes Konge, og en mellemsekvens til Løvernes Konge 2.
Serien startede ud med en film under titlen Løvernes Garde Brøler igen' på 45 minutter. En dvd er udkommet med nogle af de første afsnit.
Serien har været vist på Disney Junior. En del af de oprindelige tegnere er med på serien, også en del af de oprindelige stemmer (engelsk), er gået med ind i serien løbende. Disney har udtalt, at de ikke håber serien bliver en fiasko, da mange fans sandsynligvis vil følge aktivt med.
Seriens egentlige målgruppe er børn.
I serien følger man Simba og Nalas' søn Kion, som er leder af Løvernes Garde. Han er lillebror til Kiara, og prins af Kongesletten.
Kion bliver leder af garden, og sammen med sine venner, går de sammen i et team, for at beskytte Kongesletten mod fjender og fare.
Simbas onkel, Scar, var i sin tid leder af garden, men brugte sin særlige evne imod gardens egne medlemmer, da de nægtede at hjælpe ham med at udføre hans onde planer. Ved at bruge sin evne til et ondt formål mistede han den for evigt. I en lang periode eksisterede garden derefter ikke og genopstod først, da Simba udnævnte Kion til at være den nye leder af garden.

## Handling
Simbas onkel, Scar, var i sin tid leder af garden, men brugte sin særlige evne imod gardens egne medlemmer, da de nægtede at hjælpe ham med at udføre hans onde planer. Ved at bruge sin evne til et ondt formål mistede han den for evigt. I en lang periode eksisterede garden derefter ikke og genopstod først, da Simba udnævnte Kion til at være den nye leder af garden.

## Afsnit
| Sæson | Sæson | Afsnit | Oprindelig sendedato | Oprindelig sendedato |
| Sæson | Sæson | Afsnit | Start                | Slut                 |
| ----- | ----- | ------ | -------------------- | -------------------- |
|       | 1     | 28     | 22. november 2015    | 21. april 2017       |
|       | 2     | 30     | 7. juli 2017         | 22. april 2019       |
|       | 3     | 20     | 3. august 2019       | 3. november 2019     |

## Medvirkende

### Hovedpersoner
- Max Charles som Kion: En løveunge, søn af Simba og Nala, lillebror til Kiara og barnebarn til Mufasa. Han er prins af Kongesletten, leder af Løvernes Garde, og hovedpersonen i serien.
- Joshua Rush som Bunga: En honninggrævling og Kions bedste ven. Han er den modigste i gruppen. Han er adoptiv-nevø af Timon og Pumbaa.
- Dusan Brown som Besthe: En flodhest og den stærkeste i gruppen.
- Diamond White som Fuli: En gepard og den hurtigste i gruppen.
- Atticus Shaffer som Ono: En kohejre og den skarpest seende i gruppen.

### Fra Løvernes Konge
- Rob Lowe som Simba: Han er søn af Mufasa, Nalas partner og far til Kion og Kiara, og konge af Kongesletten. Han og Bunga er begge opfostret i junglen af henholdsvis Timon og Pumbaa, og dermed 'halv brødre'.
- Gabrielle Union som Nala: Simbas' partner og mor til Kion og Kiara. Hun er dronning af Kongesletten.
- Eden Riegel som Kiara: Datter af Simba og Nala, Mufafas' barnebarn og Kions storesøster, og prinsesse af Kongesletten. Hun vil senere blive dronning.
- Zazu som Simbas højre hånd, der bringer dagens nyheder til ham.
- Khary Payton som Rafiki: en gammel bavian, shaman (og præst), og en af Simbas gamle venner. (Ninja abe)
- James Earl Jones som Mufasa: Simbas far, og bedstefar til Kiara og Kion. Han døde i den originale film, og optræder kun i nød, som spøgelse der giver Kion gode råd.
- Kevin Schon som Timon: Han er ven af Simba og Pumbaa. Timon er også Bungas' adoptiv-onkel.
- Ernie Sabella som Pumba: Simba og Timons ven. Han er adoptiv-onkel til Bunga.

I den oprindelige udgave, er seriens titel 'The Lion Guard'

### Danske stemmer
- Mads Dueholm – Kion
- Josephine S. Ellefsen – Fuli
- Frederik Rose – Beshte
- Mathias Hartmann Niclasen – Ono
- Carl-Emil Lohmann – Bunga
- Lars Thiesgaard – Pumba, Mzingo, Ushari, Næsehornflok
- Benjamin Kitter – Janja, Nuka, Badili, Ældreløveflok
- Henrik Koefoed – Timon, Chungu, Bavianer
- Peter Jorde – Simba
- Sonny Lahey – Ajabu, Chura, Mapigano, Muhanga, Mwoga, Nne, Shingo
- Peter Zhelder – Zazu, GoiGoi, Kong Sokwe, Majinuni, Basi
- Thea Iven Ulstrup – Jasji
- Sandra Bothmann – Mspishi, Makini,
- Xenia Lach-Nielsen – ReiRei
- Annevig Schelde Ebbe – Swala, Ogopa, Madoa, Genet, Boboka, Vitani
- Rebekka Phillipson – Tiifu
- Morten Staugaard – Mufasa
- Peter Belli – Rafiki
- Mia Aunbirk – Kiara
- Pernille Højgaard – Nala
- Susanne Breuning – Zira
- Niclas Mortensen – Majinuni
- Caspar Phillipson – Taama
- Annevig Schelde Ebbe
- Alfred C. Schwartz Jacobsen
- Mads Enggaard
- Peter Bom
- Jan Tellefsen
- Vibeke Dueholm
- Lucas Lomholt Eriksen
- Frederik Riebeling Jørgensen
- Clara Oxholm Simonsen
- Rebekka Phillipson
- Sonny Lahey
- Susanne Breuning
- Mette Dahl Trudslevlop